# 水門

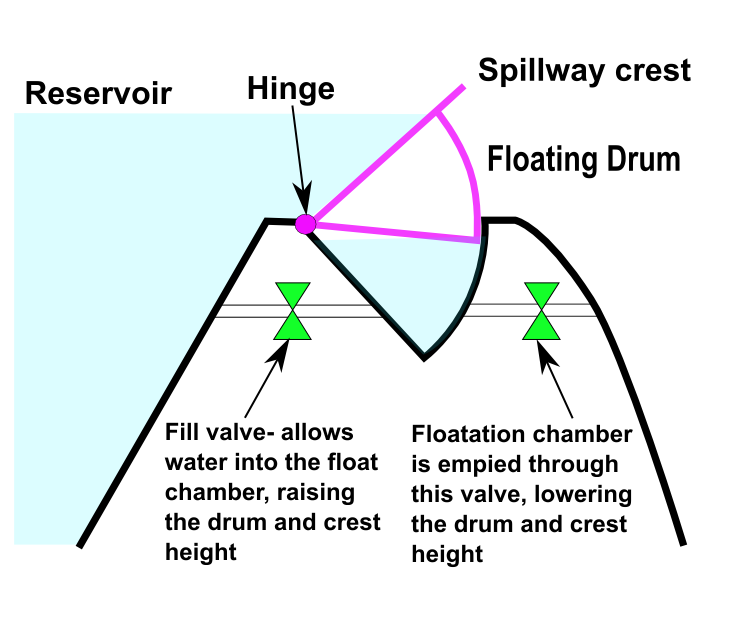
ドラムゲートの構造

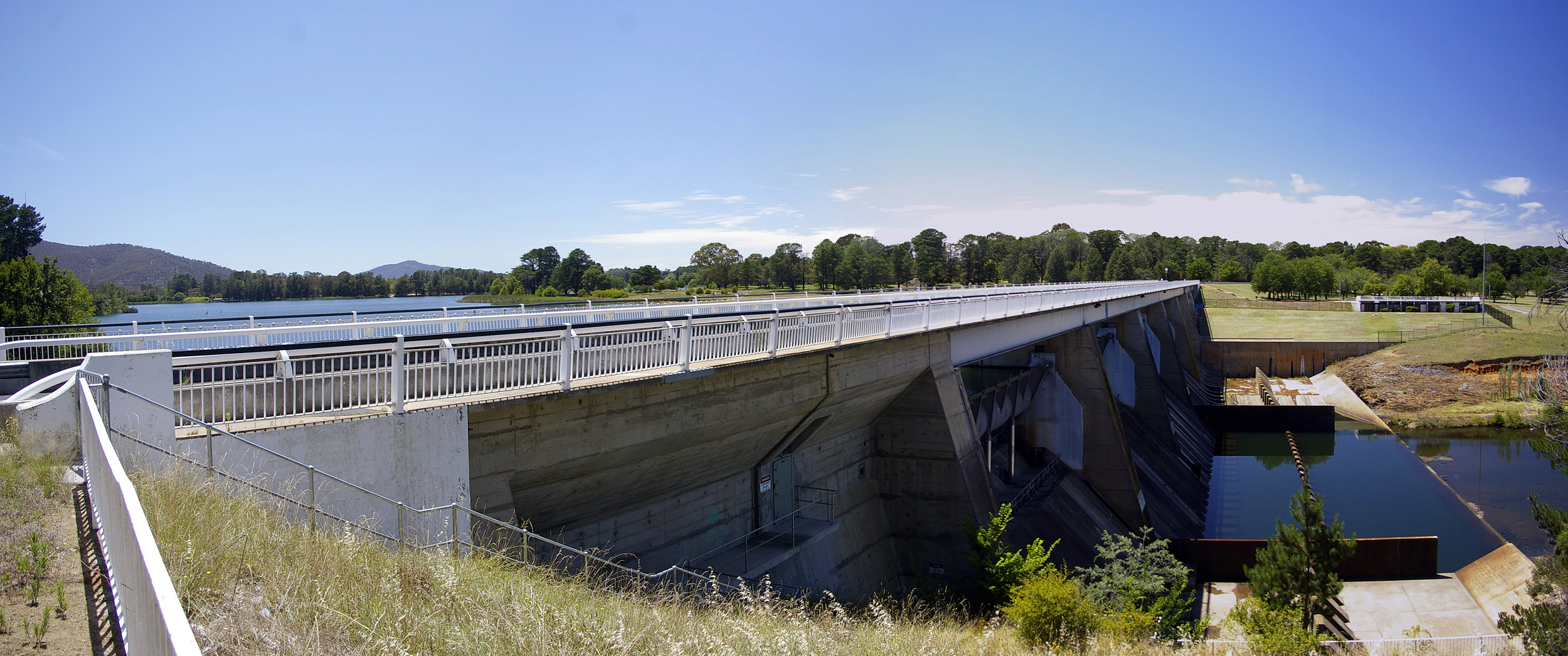
ヒンジ式水門

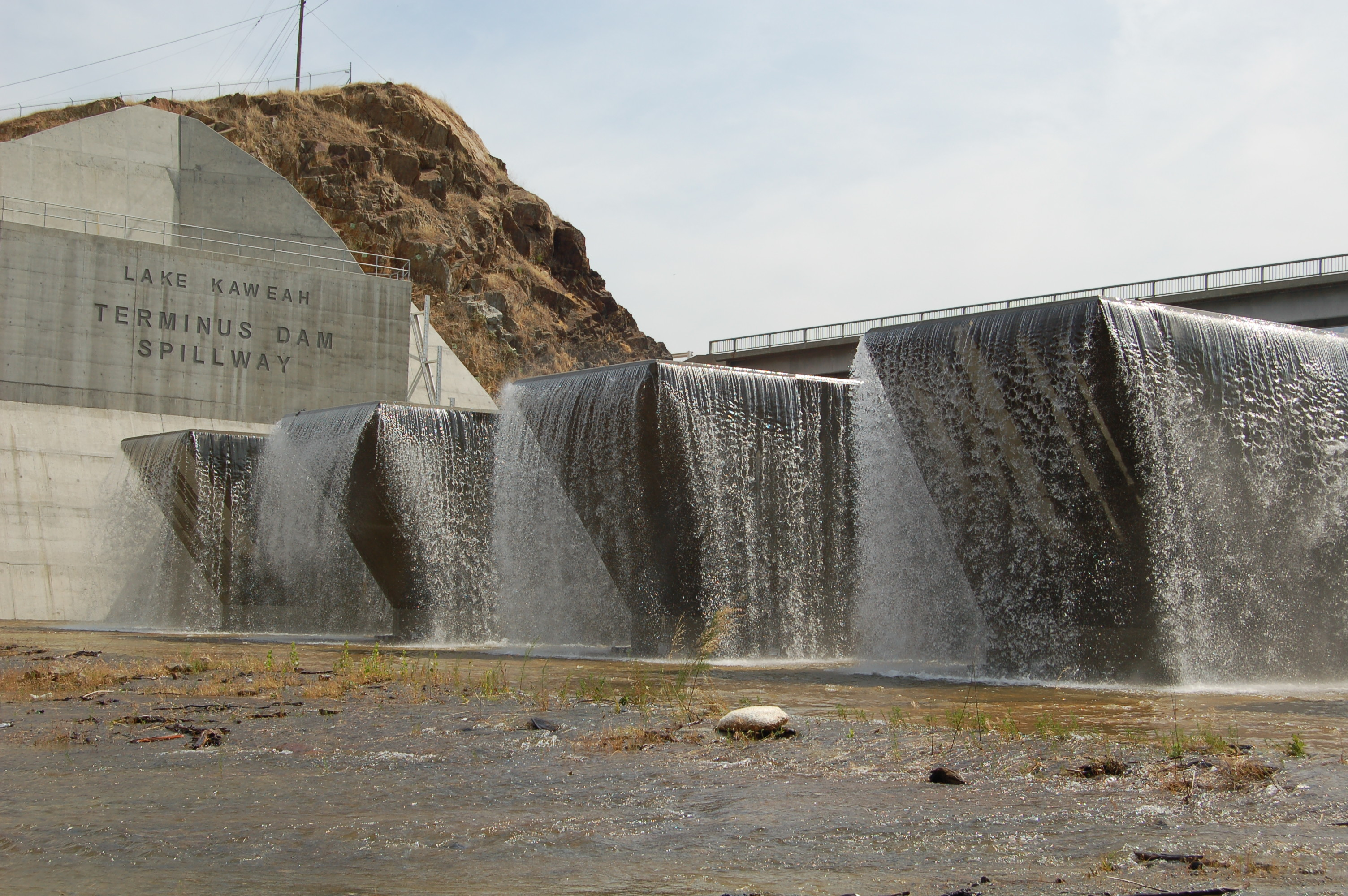
ヒューズゲート

水門（すいもん）とは、河川または水路を横断する形で設けられる流水を制御するための構造物のうち河川堤防を分断する形で設置されるもの。河口付近を含む河川や運河、用水路、湖沼、貯水池、港湾などに設けられる。水門は流水を制御するとともに高水時には堤防としての機能をもつ。古くは「水の門（ミナト）」として「港湾」の意味も持ち、『古事記』や『日本書紀』では「水門」と書かれている。
なお、河川または水路を横断する形で設けられる流水を制御するための構造物には水門のほかに樋門があり、本項では樋門も扱う。

## 流水の制御施設

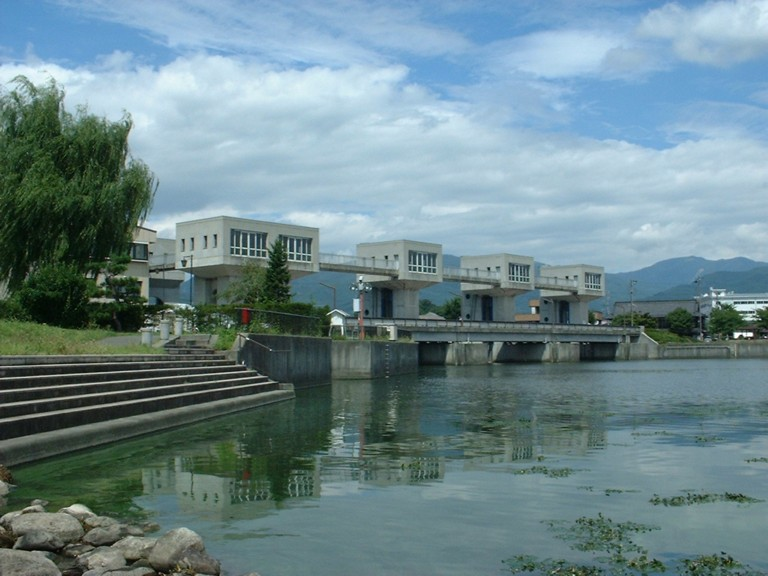
水門（釜口水門）

流水の制御施設には水門のほか樋門や堰がある。

### 水門の機能
河川または水路を横断する形で設けられる流水を制御するための構造物のうち河川堤防を分断する形で設置されるもので、水門は堤防機能を有する。
水門には役割に応じて、河川などの計画的な分流のために設けられる分流水門、湖沼の水位操作や塩害の防止のために設けられる調節水門、高潮による河川の水位上昇や津波を防ぎ氾濫（洪水）を防ぐために設けられる防潮水門、支川に本川の水が逆流してくるのを防ぐために設けられる制水門などの種類がある。ただし、実際に設置される水門は複数の目的をもつことが多く、実際にある水門を厳密に分類することにはあまり意味がない。

### 樋門との区別
樋門（ひもん）も水門と同じく河川（合流する河川の支川。水門が架かる河川に比べ小規模）または水路を横断する形で設けられる流水を制御するための構造物（主には河川水の逆流防止機能）であるが、樋門は堤体内に樋管（ひかん）という暗渠を挿入して設置されるものをいい、普段は河川から農業用水などを取り込むための門である。
樋門の設計は、従来は剛構造でなされたが、これでは下に軟弱な地層がある場合などは基礎工を施工して樋門の安定を図るため、樋門と周辺堤防の土とのなじみが悪くなりやすく、亀裂や空洞の発生がみうけられた。
平成10年11月に（財）国土開発技術センターから『柔構造樋門設計の手引き』が発行され、それ以降の樋門構造物はすべてこの手引きに従い、柔構造で設計することとなっている。
樋門・樋管にはフラップゲートの他、よく見かけられるローラーゲート及びスルースゲートが設置され、開閉方式には手動と電動がある。軸構造はラックとスピンドル式があり、前者は閉止速度が速いため水密ゴムが適し、ゴムが破断しないよう戸当りが直線状の四角型のゲートになる。後者は閉止速度も遅く金属面による水密となるため丸型のゲートもある。材質もSS製からSUS、強度向上した二相SUS製もある。
樋門として設置後にその役割を終え、堤体部分を道路として転用し、樋門部分の構造物を道路橋として活用する場合もある。主な樋門を参照。

### 堰との区別
堰（せき）とは河川の流水を制御するための構造物のうち堤防機能をもたないものをいう。
ただし、水門には河川付近に設置される防潮水門のように外見上は堰（河口堰）と判別しにくいものがある。例えば、隣り合って設置されている常陸川水門と利根川河口堰は、その外見が非常に類似しているが、洪水時、常陸川水門は扉を閉じて水の往来を止めて利根川本川から常陸利根川（霞ヶ浦）への逆流を阻止する（堤防としての機能）一方、利根川本川にかかる利根川河口堰は扉を開放して水をなるべく多く流そうとする（堤防としては機能していない）。

## 水門の構造
現在日本で設置されている水門の多くは、ローラーゲートといわれる門扉方式を採用している。ローラーゲートは、鋼鉄などでできた開閉用ゲートの板に、ローラが付いたもので、それをワイヤロープなどによって垂直に持ち上げて上下に開閉する。ローラーが付いているため、摩擦抵抗が少なく大きな水圧がかかる大規模な水門にも利用できるほか、構造上止水が容易で信頼性が高いため河川構造物ではよく用いられている。
このほかには、スルースゲート（ローラーがなく単純に板を上下に動かすだけ）、マイターゲート（観音開き式で上部構造物がなくても良いため、運河などで利用される）、セクターゲート（蒲鉾型の扉体が回転する方式。ラジアルゲートともいう）などの方式がある。
2011年の東日本大震災において、三陸地方では津波を防ごうと防潮堤の水門操作に駆け付けた消防団員に多くの犠牲者(岩手県内で48人)が出た。このため岩手県は計画中を含む水門・門扉約520基のうち4割程度（約220基）をJアラートに連動した自動閉鎖式とする。こうしたシステムは南海トラフ巨大地震による津波襲来が想定されている和歌山県や三重県でも一部導入されている。
こうした人による操作を必要としない水門では、水の浮力や津波、高潮の力を利用して陸上・海底から自動的に起き上がるフラップゲート式も実用化されている。

## 主な水門
- 岩保木水門（釧路川）
- 早苗別川水門（千歳川）
- 八郎潟防潮水門（八郎潟）
- 普代水門（普代川）
- 南沢川水門（北上川）
- 野蒜水門（鳴瀬川）
- 大旦川水門（最上川）
- 十六橋水門（日橋川）
- 信濃川水門（信濃川）
- 岩淵水門（荒川）
- 常陸川水門（霞ヶ浦）
- 関宿水閘門（江戸川）
- 江戸川水閘門（江戸川）
- 柳原水閘（江戸川）
- 釜口水門（天竜川）
- 津屋川水門（揖斐川）
- 毛馬水門（淀川）
- 中浦水門（中海）
- 北部排水門（諫早湾）
- 大芝水門（旧太田川）
- 祇園水門（太田川放水路）
- 福地水門（福地川放水路）

## 主な樋門
- 阿賀野川小阿賀樋門
- 榎瀬江湖川橋梁榎瀬川樋門

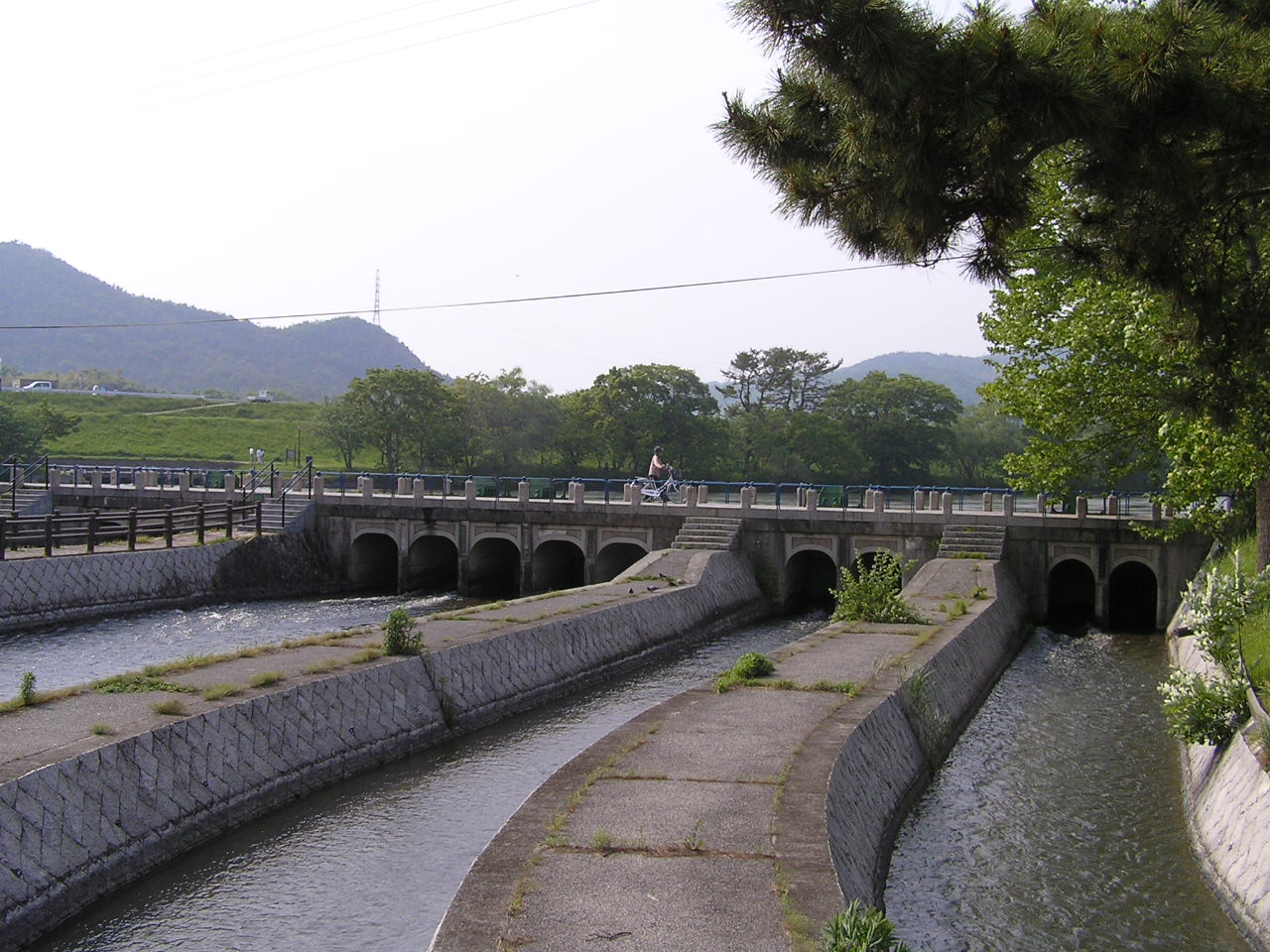
東西用水酒津樋門（岡山県倉敷市）

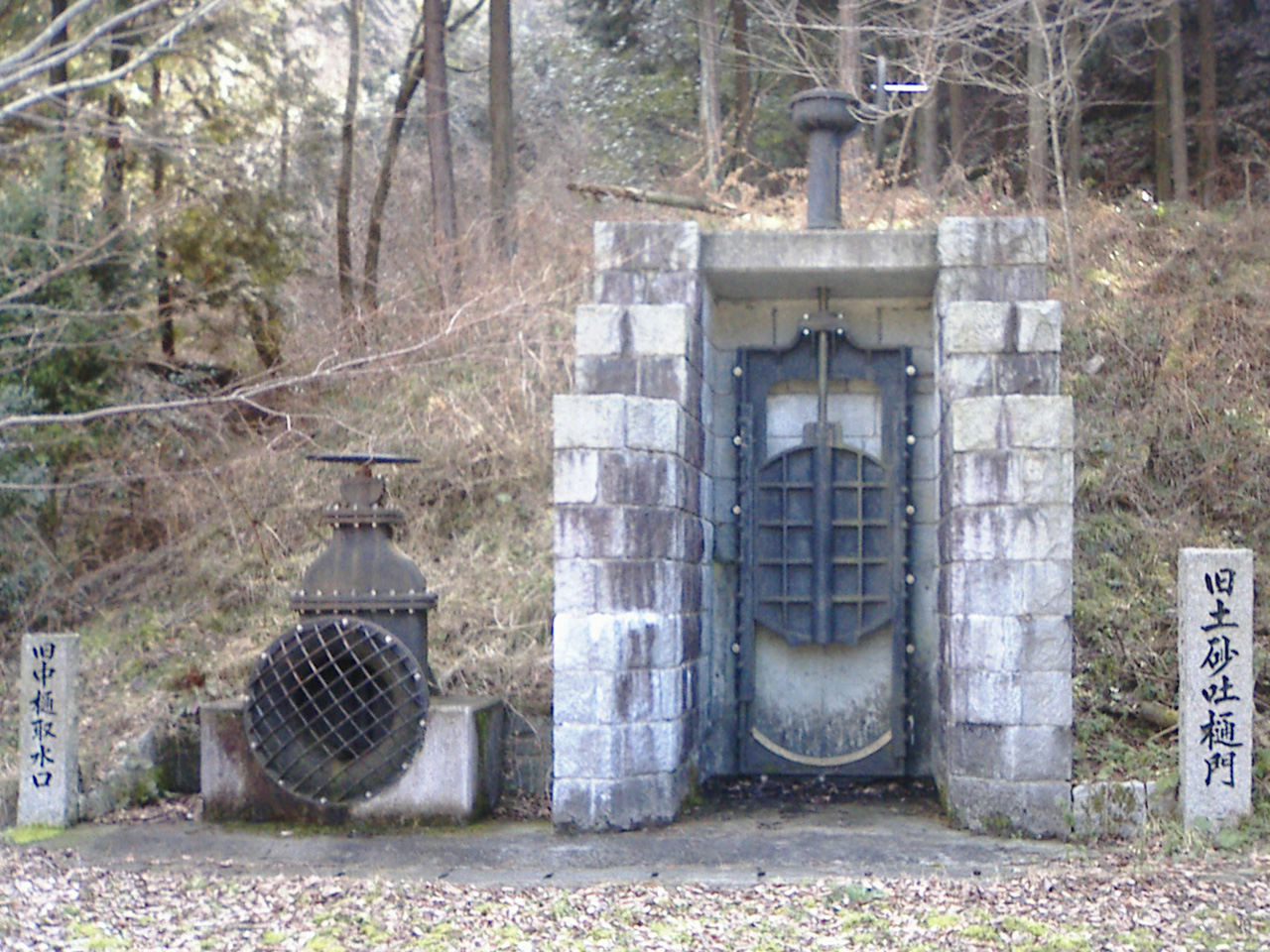
旧土砂吐樋門と旧中樋取水口

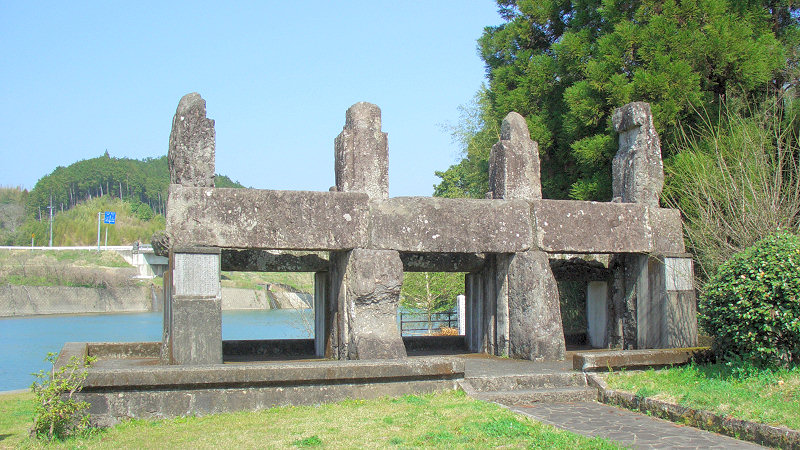
百太郎堰旧樋門

- 沖洲川沖洲樋門橋（沖の洲樋門） : 金沢 (徳島市)渭東地区
- めがね橋（倉松落大口逆除）: 1891年（明治24年）.埼玉県春日部市を流れる旧倉松落に設けられた。煉瓦造4連アーチ。本来は樋門であるが、現在は道路橋として使用
- 吉野川今切川樋門
- 吉野川第十樋門 : 当時日本一の樋門として吉野川の名所となり多くの見物客が訪れた
- 橋本樋門 : 京都府
- 郡山堀東郡山排水樋門ゲート : 広瀬川との再合流部
- 犬山頭首工ライン大橋取入樋門
- 見沼代用水芝川吐口逆水樋門 : 1731年
- 五霞落川・五霞水門/五霞樋門
- 鴻沼川鴻沼樋門
- 黒川樋門 : 北区 名古屋市都市景観重要建築物等
- 今治呑吐樋
- 犀川 (岐阜県)溢流樋門.犀川制水樋門
- テルウェル東日本樋門ハウス（河川水門操作室）
- 笹目川笹目樋門 : 戸田市で荒川に合流
- 山口市新地樋門
- 庄内用水元杁樋門 : 守山区.堀川水源。 名古屋市都市景観重要建築物等.庄内用水元杁樋門までが「庄内用水」と呼ばれている
- 新町川新町樋門 : 上助任町
- 瀬戸内灌漑施設高梁川東西用水酒津樋門、豊稔池ダム : 近代化産業遺産
- 精進川樋門橋 : 豊平川サイクリング園路の自転車用、歩行者用の橋に
- 多々羅川 (徳島県)ユトウノ樋門
- 大江川 (岐阜市)大江樋門
- 大江川 (名古屋市)大江樋門 : 南区元塩町付近
- 大田川 (愛知県)樋門
- 地久子川地久子川樋門 : 1986年から建設が始まり、1988年に完成
- 長瀬川 (大阪府)築留樋門.築留二番樋
- 天王川 (岐阜県)排水樋門
- 鍋田川 鍋田上樋門 .鍋田川和富樋門
- 入鹿池杁（いり、閘門・樋門のこと）
- 飯尾川第一樋門
- 蛭子橋より上流部には新町川樋門
- 平野川樋門（青地樋）: 柏原 (柏原市)
- 芳野川樋門 : 森田 (福井市)
- 北十間川樋門 : 1978年（昭和53年）大横川との分流点に
- 満濃池樋門 : 2000年（平成12年）国の登録有形文化財（建造物）に登録される
- 忠節用水第1樋門 : ロボットに似た外観
- 木津川 (京都府)清水排水樋門
- 油面第一樋門（鴨川の合流点）.油面第二樋門
- 淀川大堰一津屋樋門/大池排水路・樋門/毛馬水門（毛馬閘門・毛馬排水機場）
- 立田輪中人造堰樋門輪中公園（旧名称 = 立田輪中悪水樋門・中山樋門）・六門樋門 : 弥富市 木曽三川分流工事 筏川逆水止樋門
- 冷田川樋門
- 旧郡築新地甲号樋門、郡築二番町樋門 : 八代市（旧郡築新地甲号樋門は国の重要文化財. ヘリテージング100選
- 児島湾開墾第一区の樋門群 : 岡山市南区灘崎町西高崎、岡山市南区灘崎町西紅陽. 岡山県指定文化財
- 酒津公園東西用水酒津樋門 : 南配水樋門、岡山県倉敷市.2003年土木学会選奨土木遺産に指定
- 草深の唐樋門 : 福山市沼隈町. 1980年.広島県指定文化財
- 大鞘樋門群 : 八代市.熊本県指定文化財
- 末広開東三枚戸樋門

## 水門に係わる出来事
- 1971年9月5日 - 東京都新川の新川西水門が故障して一時的に開放状態となる。折からの高潮、満潮が重なり船堀など新川一帯の約3000戸が床下浸水した[7]。